# Пююккё, Юха
Ю́ха Пю́юккё (фин. Juha Pyykkö; род. 1969, Хельсинки, Уусимаа) — финский дипломат, чрезвычайный и полномочный посол Финляндии в Греции (2017—2020).

## Биография
Родился в Вантаа, в Финляндии.
Окончил лицей в Ваала, в 1994 году — Академию Або, а позднее — Высшую школу экономики в Турку.
С 1 апреля 2017 года назначен чрезвычайным и полномочным послом Финляндии в Греции.
Женат на Риитте Лааксо (фин. Riitta Laakso), имеет троих детей.